# Delovi životinja
Delovi životinja (ili O delovima životinja; grčki Περὶ ζῴων μορίων; latinski De Partibus Animalium) jedan je od Aristotelovig glavnih teksotva o biologiji. Ovaj rad je napisan oko 350 p. n. e. Celokupan rad je uglavnom studija životinjske anatomije i fiziologije. Njegov cilj je pružanje naučnog razumevanja o delova (organa, tkiva, fluida, etc.) životinja.

## Arapska translacija
Arapska translacija Delova životinja sadrži rasprave 11–14 rada Kitāb al-Hayawān (Knjiga životinja).

## Spoljašnje veze
- Радови везани за чланак Delovi životinja на Викизворнику
- Translation and Commentary by James G. Lennox (Clarendon Press)
- On the Parts of Animals, English translation by William Ogle
- Greek text: Hodoi elektronikai Архивирано на веб-сајту  (24. јануар 2023) (with parallel French translation)